# 784

## Догађаји
- Википедија:Непознат датум — Владавина династије Абасида у Багдаду.

- Саксонски ратови: Краљ Карло Велики почиње кампању у северној Саксонији. Он пустоши источнофалску територију све до реке Елбе, док његов син, Карло Млађи, побеђује саксонску војску у долини Липе. Лоше време омета зимску кампању Карла Великог у јужној Саксонији.
- Зима – Карло Велики се враћа у Ересбург и гради цркву, вероватно на месту Ирминсула (паганског верског места). Франачке снаге са седиштем у Ересбургу нападају побуњеничка саксонска насеља и преузимају контролу над путевима. У неким од ових препада учествује и сам Карло Велики.
- Абдурахман I, муслимански емир Кордобе (Ал-Андалуз), почиње изградњу молитвене сале Велике џамије у Кордоби. Џамију користи као додатак својој палати.
- Јапанци почињу рат против Аина, на северу, на главном острву Хоншу. Цар Канму жели да се ослободи утицаја будистичких манастира око Наре (тада званих Хеијо) и премешта престоницу у Нагаоку, чиме је окончан период Наре.
- 4. фебруар – Итзамнај Кавил, брат Бат Кавила (који је владао између 780. и 784.) и син Кахк Укалав Чан Чак-а (који је владао од 755. до 780.) постаје нови владар мајанске градске државе Нарањо у Гватемали и влада до своје смрти.
- 30. август – Павле IV је абдицирао са места цариградског патријарха.
- 25. децембар – Тарасије Цариградски изабран за цариградског патријарха.

## Смрти
- Павле IV Цариградски

- Фулрад